# Leptophiloscia mira
Leptophiloscia mira är en kräftdjursart som beskrevs av Johann Moritz David Herold 1931. Leptophiloscia mira ingår i släktet Leptophiloscia och familjen Philosciidae. Inga underarter finns listade i Catalogue of Life.